# Simeón Rabasa i Singla
Simeó Rabasa i Singla (Prats del Rey, Barcelona; 1901-Mollet del Vallés, Barcelona; 1988) fue un empresario y político español, fundador de la empresa de bicicletas y motocicletas Rabasa DERBI y alcalde de Mollet del Vallés, de 1939 a 1941.

## Trayectoria profesional
Hijo de un mosso d'esquadra y de una bordadora, en 1922 abrió en Mollet un taller de reparación de bicicletas, que tres años más tarde amplió, con su cuñado, Vicens Solà. Posteriormente, la sociedad se separa y Simeó Rabasa inaugura una nueva factoría en Martorellas donde inicia la producción de guardabarros y se especializa en la fabricación de cuadros y conjuntos para bicicleta.
Entre 1939 y 1941 Simeón Rabasa fue alcalde de Mollet del Vallés.
En 1944, Rabasa constituye con su hermano José Rabasa i Singla y un grupo de inversores la empresa Bicicletas Rabasa. La compañía, además de fabricar bicicletas, inicia la producción de componentes para ciclomotores.
En 1949 produce en serie su primer ciclomotor, el SRS (el nombre proviene de las iniciales de Simeó Rabasa i Singla). El SRS dispone de un motor de dos tiempos, de 48 cc, y una potencia de 1,5 CV a 4.500 rpm que alcanza los 45 km/h.
En 1950 Bicicletas Rabasa se convierte en Nacional Motor SA y presenta en la Feria de Muestras de Barcelona la primera motocicleta DERBI, de 250 cc y 9 CV. DERBI es un acrónimo que proviene de la expresión "derivado de bicicleta". En 1986, Jordi Pujol le concedió la Gran Cruz al Mérito en el Trabajo.